# کیندا
کیندا حمید (به انگلیسی: Kinnda) که با نام کیندا شناخته می‌شود، (زاده ۱۹۸۲) هنرمند و ترانه‌سرا سویدی است. کیندا همچنین با نام‌های کی حمید و کی نیز شناخته می‌شود.

## ترانه‌ها
- باب سینکلر در ترانه «Rock the Boat»
- داوید گتا با همراهی ریانا در ترانه «؟Who's That Chick»
- جنیفر لوپز با همراهی پیت‌بول در ترانه روی صحنه